# Osek (okres Strakonice)
Osek je obec v okrese Strakonice v Jihočeském kraji. Žije v ní 661 obyvatel.

## Historie
První písemná zmínka o obci pochází z roku 1392.
Ze vsi pocházeli předkové spisovatele Franze Kafky z otcovy strany. Jeho otec Hermann Kafka, který se zde roku 1852 narodil, se zde a v okolí živil v mládí jako podomní obchodník. Kafkův dědeček Jakob Amschel Kafka (1814–1889), zde byl šochetem a je pohřben na nedalekém židovském hřbitově.

## Obyvatelstvo
| Rok            | 1869  | 1880  | 1890  | 1900  | 1910 | 1921 | 1930 | 1950 | 1961 | 1970 | 1980 | 1991 | 2001 | 2011 | 2021 |
| -------------- | ----- | ----- | ----- | ----- | ---- | ---- | ---- | ---- | ---- | ---- | ---- | ---- | ---- | ---- | ---- |
| Počet obyvatel | 1 100 | 1 104 | 1 040 | 1 039 | 916  | 956  | 847  | 680  | 779  | 724  | 696  | 665  | 600  | 649  | 665  |
| Počet domů     | 164   | 166   | 167   | 165   | 160  | 158  | 166  | 181  | 165  | 157  | 157  | 162  | 194  | 218  | 236  |

## Obecní správa
Mezi lety 1850–1919 patřil Osek jako osada městyse k Radomyšli v okrese Strakonice. Od roku 1919 je obcí.

### Části obce
Obec Osek se skládá z pěti částí na pěti katastrálních územích.
- Osek (k. ú. Osek u Radomyšle)
- Jemnice (k. ú. Jemnice u Oseka)
- Malá Turná (i název k. ú.)
- Petrovice (k. ú. Petrovice u Oseka)
- Rohozná (k. ú. Rohozná u Rovné)

V letech 1960–1990 k obci patřila i Velká Turná.

### Obecní symboly
Znak a vlajka byly obci uděleny rozhodnutím předsedkyně Poslanecké sněmovny Parlamentu České republiky dne 20. října 2022.

## Pamětihodnosti
- V jižní části vesnice stojí novobarokní osecký zámek postavený na místě tvrze z 15. století.[10]
- Kaple svatého Jana Nepomuckého na jih ze zámku z první poloviny 18. století. Poblíž této kaple je chráněna dvojice památných stromů – Osecké duby.
- Kaple svatého Eduarda a Josefa nedaleko od obecního úřadu v obci. Pochází z druhé poloviny 19. století.
- Židovský hřbitov v lesíku jihozápadně od vsi (polní cestou od zámku).
- Boží muka svatého Prokopa u bývalé cesty na Radomyšl jsou z první poloviny 18. století.
- Boží muka svaté Tekly se nachází u silnice na Kbelnici a jsou z první poloviny 18. století.
- Boží muka svatého Josefa u silnice do Jemnic, taktéž z první poloviny 18. století.[11]

## Galerie

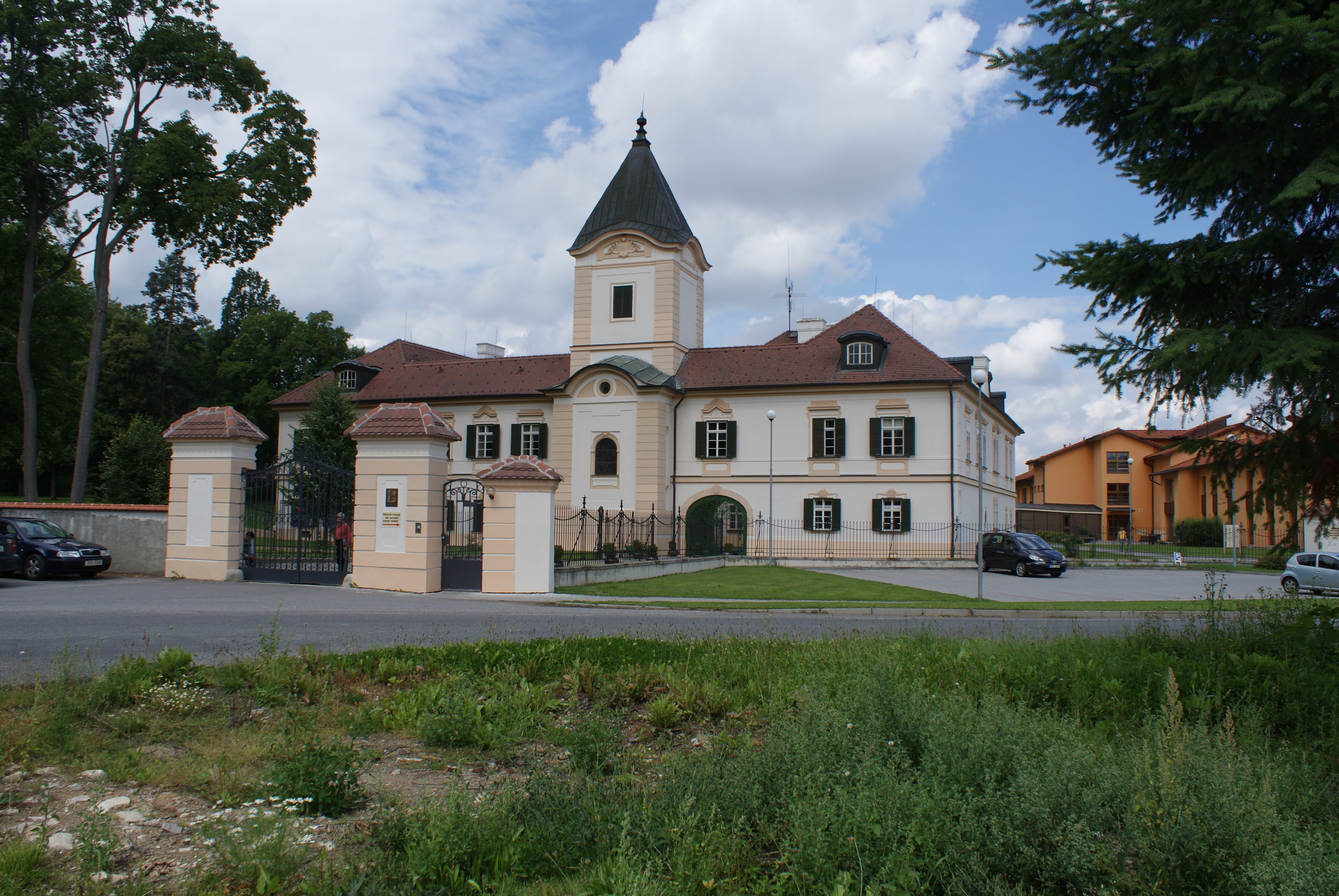
Zámek
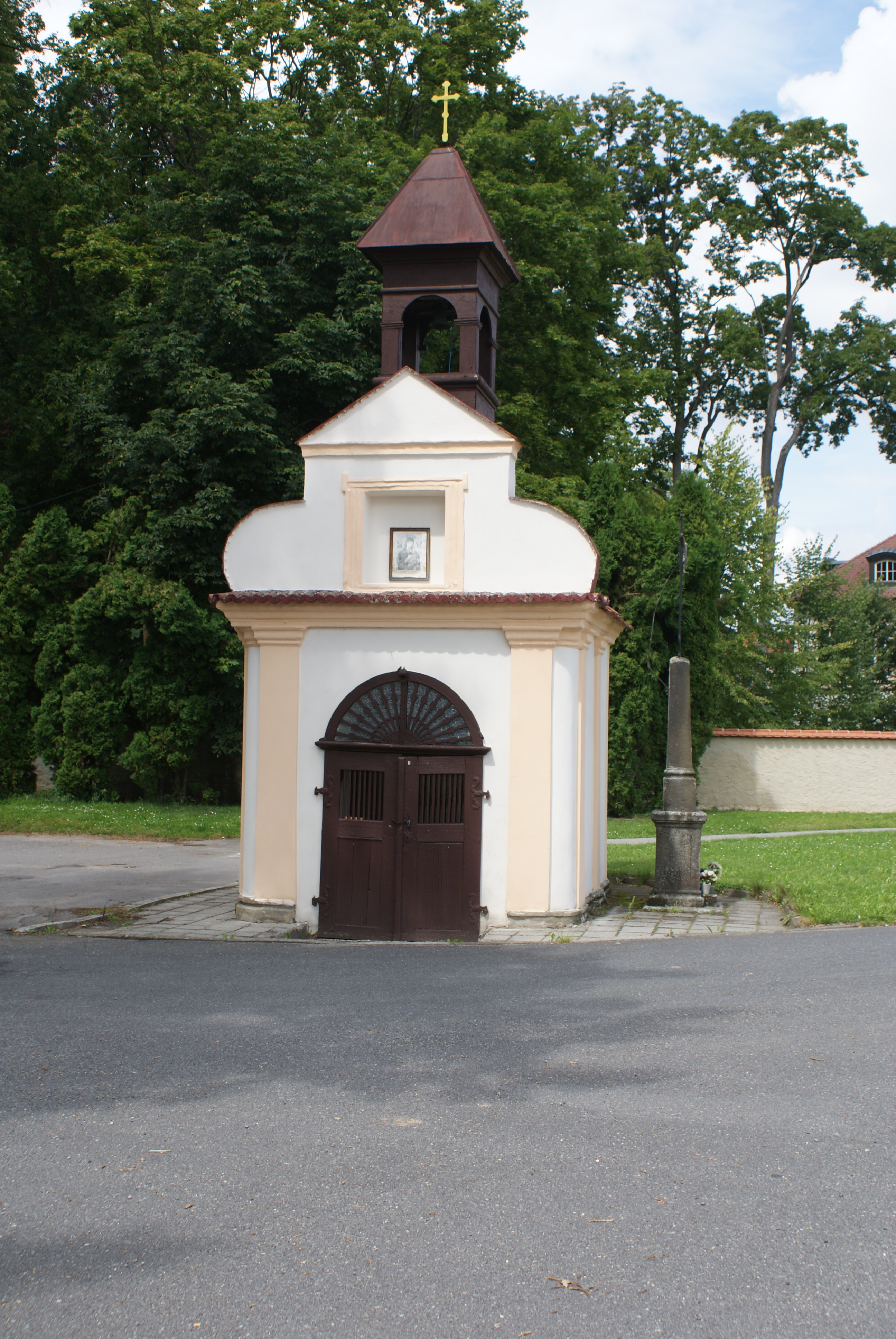
Kaple svatého Jana Nepomuckého
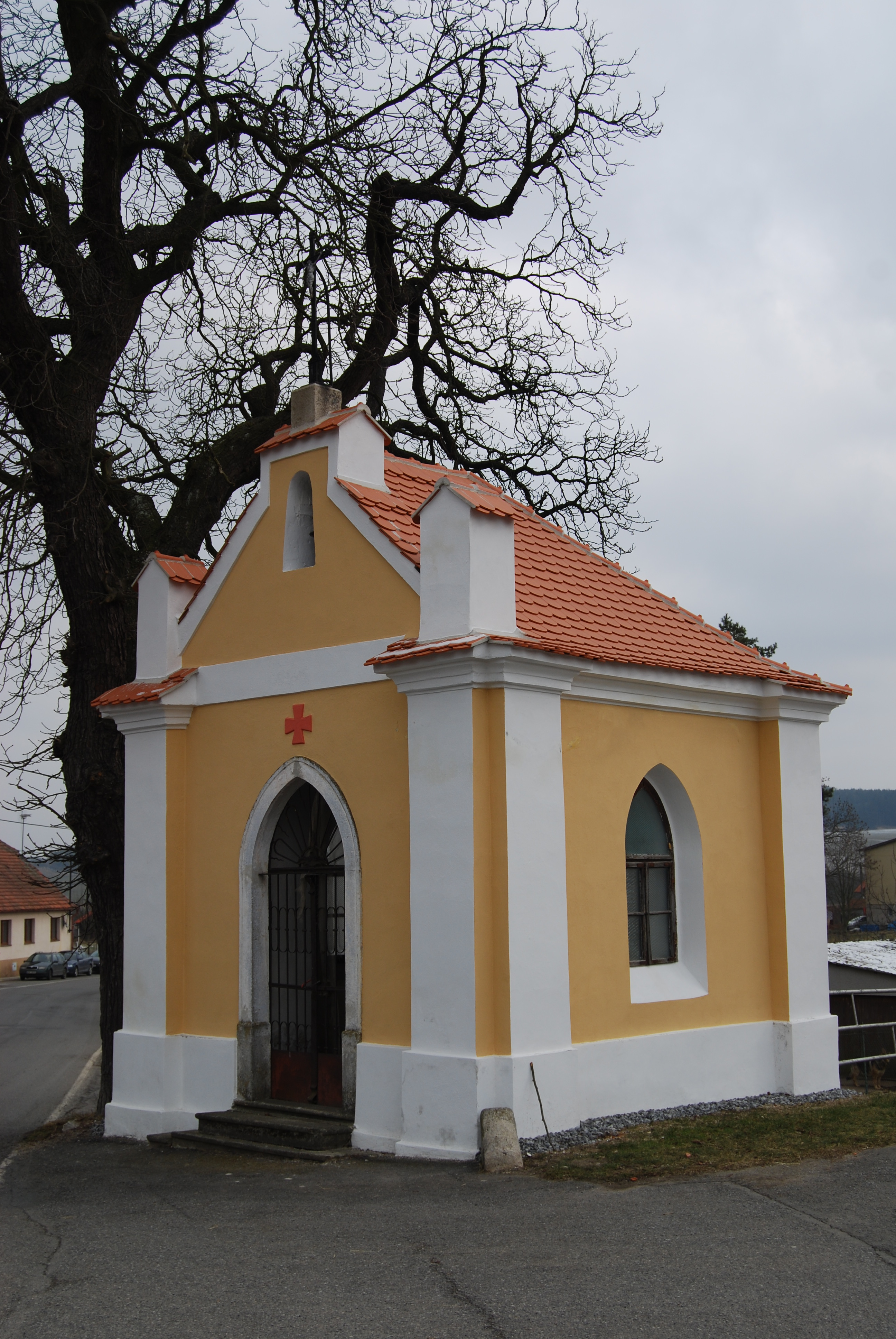
Kaple svatých Eduarda a Josefa
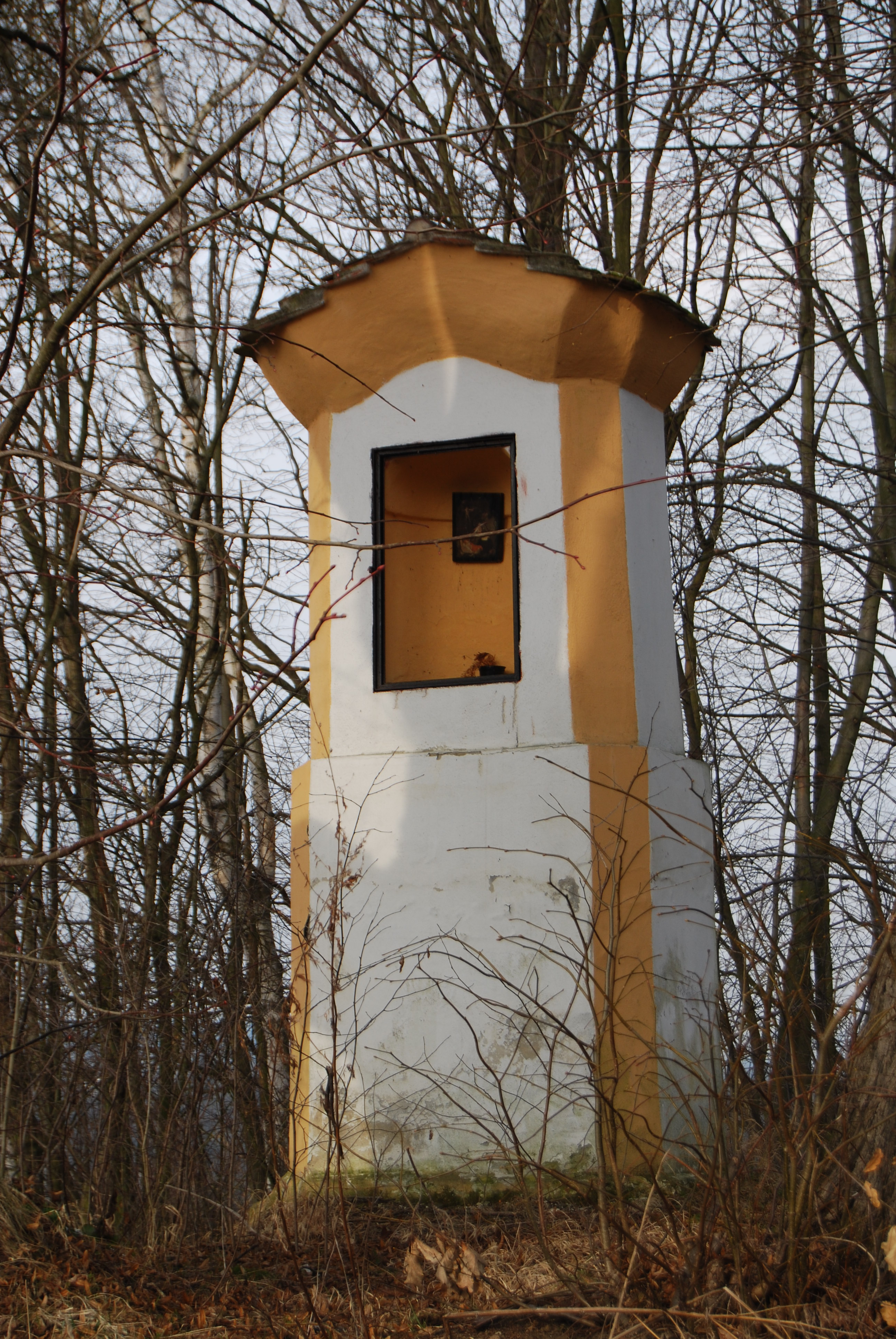
Boží muka svaté Tekly
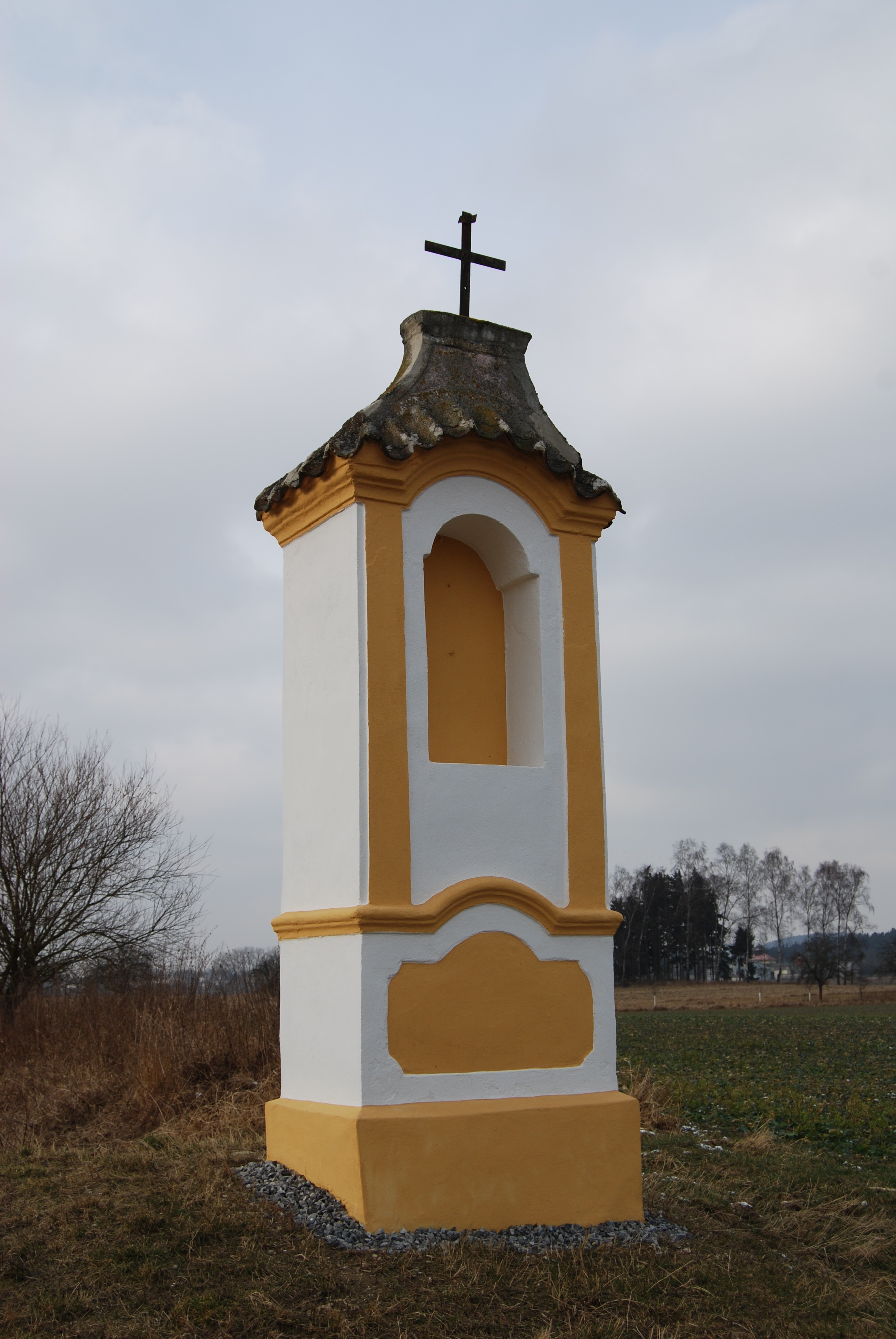
Boží muka svatého Prokopa
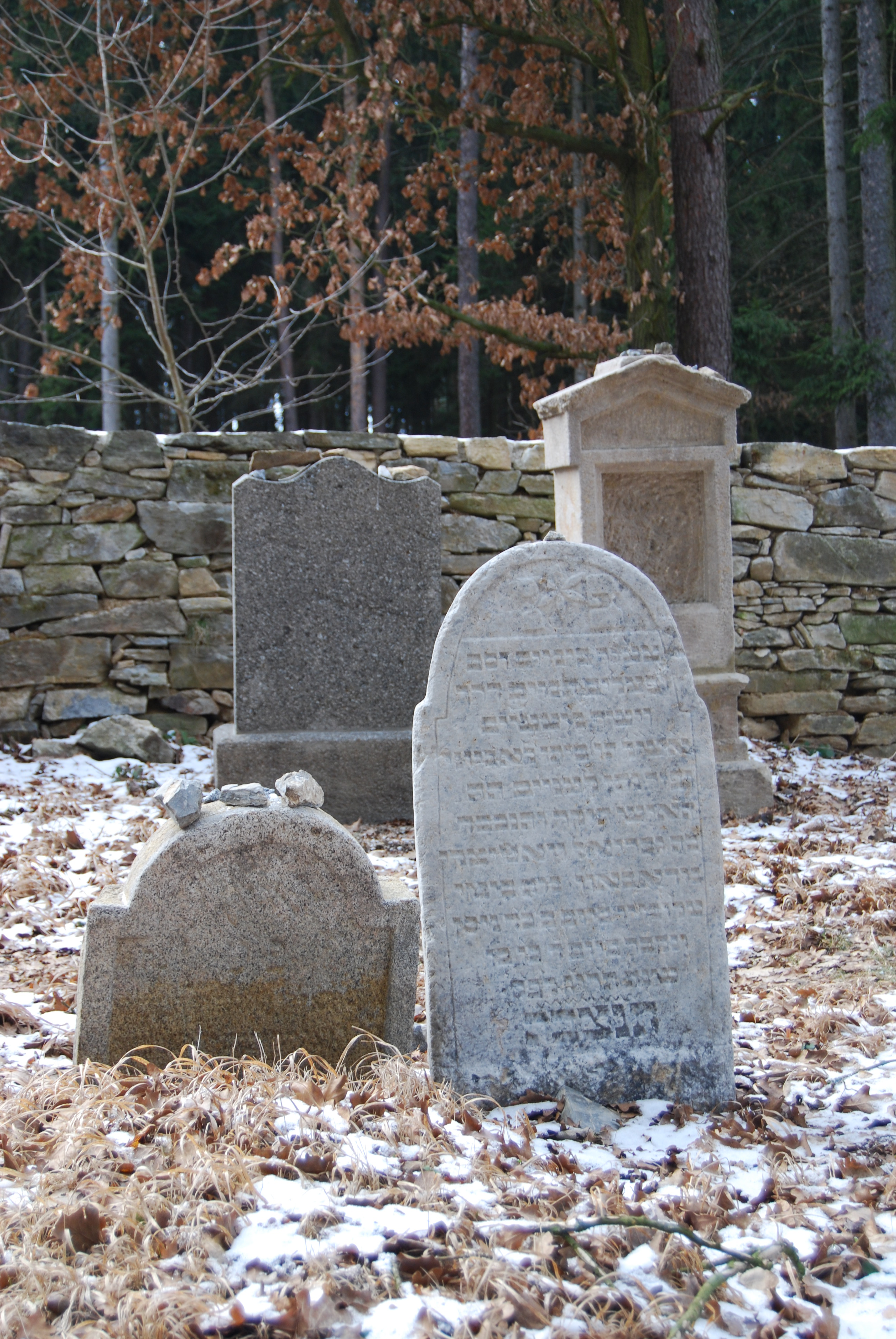
Náhrobky na židovském hřbitově